# Перо (Бјела)
Перо (итал. Pero) је насеље у Италији у округу Бијела, региону Пијемонт.
Према процени из 2011. у насељу је живело 31 становника. Насеље се налази на надморској висини од 422 м.